# 查尔斯·利夫
查尔斯·利夫（英語：Charles Leaf，1895年11月13日—1947年2月19日），英国男子帆船运动员。他曾代表英国参加1936年夏季奥林匹克运动会帆船比赛，联同克里斯托弗·博德曼、迈尔斯·贝尔维尔、拉塞尔·哈默和伦纳德·马丁获得6米级金牌。